# Eucharis dimidiata
Eucharis dimidiata är en stekelart som beskrevs av Gussakovskiy 1940. Eucharis dimidiata ingår i släktet Eucharis och familjen Eucharitidae. Inga underarter finns listade i Catalogue of Life.